# Teorias de tomada de decisão
Tomada de decisão é um processo cognitivo que resulta na selecção de uma opção entre várias alternativas. É amplamente utilizada para incluir preferência, inferência, classificação e julgamento, quer consciente ou inconsciente.  Existem duas principais teorias de tomada de decisão - teorias racionais e teorias não racionais- variando entre si num sem numero de dimensões.
Teorias racionais são por excelência normativas, baseadas em conceitos de maximização e optimização, vendo o decisor como um ser de capacidade omnisciente e de consistência interna. Teorias não racionais, são por excelência descritivas, e têm em consideração as capacidades limitantes da mente humana em termos de conhecimento, memoria e tempo. Utilizam heurísticas como procedimento cognitivo, fornecendo uma estrutura mais realística dos processos de tomada de decisão.

## Teorias Racionais
As teorias racionais surgem em meados do século XVII, quando os ideais de demonstração do conhecimento são substituídos pelo cálculo da probabilidade e pela matemática. O Homem passa a ser visto como um ser racional, dotado de uma superinteligência e capacidade cognitiva ilimitada e coerente (unbounded rationality). Com base em ciências normativas, fundamentadas em normas e axiomas, as teorias racionais estão particularmente interessadas em explicar como as decisões devem idealmente ser tomadas, ou seja, pretendem explicar como o decisor (decision-maker) deverá processar uma decisão para que esta maximize os seus ganhos e minimize as suas perdas. Com uma componente prescritiva evidente, deseja determinar o que são bons julgamentos e decisões e, principalmente, como os reconhecer.
A Teoria da Maximização, também designada Teoria da Utilidade Esperada (Expected Utility Theory), é uma das mais importantes teorias racionais. Uma premissa fundamental desta teoria é a ideia de que um decisor racional deve sempre maximizar os seus potenciais ganhos (utilidade) e minimizar as suas potenciais perdas e que, de algum modo, as escolhas do decisor devem ser computorizadas e alocadas em forma de probabilidades.  
De uma forma prescritiva, as árvores de decisão foram propostas para que o decisor seja capaz de selecionar a melhor opção. Através de árvores de decisão, um decisor fica apto a computorizar a utilidade esperada (UE) para cada uma das alternativas, bastando para isso determinar todas as opções possíveis para uma determinada alternativa, e a probabilidade e a utilidade para cada uma das opções. A utilidade esperada para cada opção é calculada através da multiplicação da probabilidade com a respetiva utilidade.  Todas as opções referentes a uma alternativa são somadas para obter o valor da UE. A alternativa com maior UE é a alterativa que maximiza os ganhos do decisor.

## Teorias Não Racionais
Por não exemplificarem, de maneira realista, os processos cognitivos de um decisor, as teorias racionais foram julgadas na segunda metade do século vinte, culminando com o aparecimento das chamadas teorias não racionais. Hebert Simon, propôs o que viria a ser uma das principais teorias não racionais – Teoria da Racionalidade Limitada - como uma alternativa ao modelo rígido de tomada de decisão proposto pelas teorias racionais.
Segundo este conceito, o nosso raciocínio é limitado pela capacidade cognitiva da nossa mente. Sob um ponto de vista biológico e funcional, somos incapazes de encontrar e processar toda a informação inerente e necessária a uma tomada de decisão racional. Numa perspectiva mais natural e real, o decisor tem tempo, conhecimento e atenção limitados e por isso o processo cognitivo de procura de informação é muito escasso, influenciando grandemente as suas decisões.
Para além das limitações da mente humana, Simon acrescente que as nossas decisões são fortemente influenciadas pelo ambiente que nos rodeia, o que chama de racionalidade ecológica  (racionalidade que é definida pela sua integração com a realidade). Os processos cognitivos que utilizamos para resolver determinada decisão tem que ser coerentes com a estrutura do ambiente no qual a decisão está a ser tomada. É necessário haver um match entre a estrutura do ambiente e a escolha da heurística que se utiliza para resolver a incerteza da decisão.   
Heurísticas são processos cognitivos empregues em decisões não racionais, sendo definidas como estratégias que ignoram parte da informação com o objectivo de tornar a escolha mais fácil e rápida.   Heurísticas Rápidas e Frugais correspondem a um conjunto de heurísticas propostas por Gigerenzer e que empregam tempo, conhecimento e computação mínimos para fazer escolhas adaptativas em ambientes reais. 